# Firdusijeva grobnica
Firdusijeva grobnica (перс. آرامگاه فردوسی, Âramgah-e Ferdusi) je kompleks grobnica sačinjen od bele mermerne osnove i dekorativnog zdanja podignutog u čast persijskog pesnika Ferdousija koji se nalazi u Tusu, Iran, u provinciji Razavi Horasan. Izgrađena je ranih 1930-ih, pod Reza šahom, i koristi uglavnom elemente ahemenidske arhitekture kako bi se demonstrirala bogata kultura i istorija Irana. Izgradnja mauzoleja kao i njegov estetski dizajn odraz je kulturnog i geopolitičkog statusa Irana u to vreme.
Show less